# Marjorie Clark
Marjorie Rees Clark (później Smith, ur. 6 listopada 1909 w Bulwer, zm. 15 czerwca 1993 w Pietermaritzburgu) – południowoafrykańska lekkoatletka, płotkarka, medalistka olimpijska.
Największym osiągnięciem Clark był brązowy medal Igrzysk Olimpijskich w Los Angeles 1932 w biegu na 80 metrów przez płotki. Uzyskała wówczas czas 11,8 sek. Przegrała wówczas z dwiema Amerykankami: Babe Didrikson i Evelyne Hall. Do 1932 Clark była również rekordzistką świata na tym dystansie.
W 1934 Clark zdobyła również dwa złote medale podczas igrzysk Imperium Brytyjskiego w biegu na 80 m przez płotki i w skoku wzwyż.
Clark startowała również w skoku wzwyż podczas igrzysk olimpijskich: w 1928 w Amsterdamie zajęła 6. miejsce wynikiem 1,48 m, a w 1932 – 5. miejsce wynikiem 1,58 m.